# Patxi Salinas
Francisco Salinas Fernández, plus connu comme Patxi Salinas, né le 17 novembre 1963 à Bilbao (province de Biscaye, Espagne), est un footballeur international espagnol reconverti en entraîneur. Il jouait au poste de défenseur. 
Il est le frère de Julio Salinas.

## Biographie

### Carrière de joueur

#### En club
Patxi Salinas grandit avec son frère Julio dans le quartier de San Adrián à Bilbao.
Il joue avec l'Athletic Bilbao de 1982 à 1992 (239 matches, 7 buts). Avec l'Athletic, il remporte à deux reprises le championnat d'Espagne (1983 et 1984), ainsi qu'une Coupe d'Espagne (1984).
En 1992, il rejoint le Celta de Vigo (219 matches, 4 buts) où il joue pendant six saisons. Il met un terme à sa carrière de joueur en 1998, à l'âge de 34 ans.
Il dispute un total de 426 matchs en première division espagnole, inscrivant 11 buts. Il joue également huit matchs en Coupe de l'UEFA. Toutes compétitions confondues, il dispute 484 matchs pour 13 buts.

#### En équipe nationale
Avec les espoirs, il participe au championnat d'Europe espoirs en 1984 et 1986. Il atteint la finale du championnat d'Europe en 1984, en étant battu par l'Angleterre. En revanche il ne prend pas part à la finale de 1986, remportée par son pays.
Patxi Salinas joue deux matches avec l'équipe d'Espagne.
Il reçoit sa première sélection en équipe nationale le 14 septembre 1988, contre la Yougoslavie (défaite 1-2 à Oviedo). Il joue son second match le 12 octobre 1988, contre l'Argentine (score : 1-1 à Séville).

### Carrière d'entraîneur
En été 2011, il devient entraîneur du CD Ourense. Il quitte le club en décembre 2011.
En juin 2013, il est recruté par l'UE Sant Andreu. Il est limogé sept mois plus tard.
En été 2016, il rejoint le Rápido de Bouzas qu'il parvient à faire monter en Segunda División B pour la première fois de son histoire.
En été 2017, il signe avec le Burgos CF qui milite en Segunda División B.

## Divers
En 2008, il participe à l'émission de téléréalité Supervivientes sur la chaîne Telecinco.

## Palmarès
Avec l'équipe d'Espagne espoirs :
- Vainqueur du championnat d'Europe espoirs en 1986
- Finaliste du championnat d'Europe espoirs en 1984

Avec l'Athletic Bilbao :
- Championnat d'Espagne en 1983 et 1984
- Vainqueur de la Coupe d'Espagne en 1984
- Finaliste de la Coupe d'Espagne en 1985
- Vainqueur de la Supercoupe d'Espagne en 1984